# Hrabstwo Hillsborough (New Hampshire)
Hrabstwo Hillsborough (ang. Hillsborough County) – hrabstwo w stanie New Hampshire w Stanach Zjednoczonych. Obszar całkowity hrabstwa obejmuje powierzchnię 892,20 mil² (2310,79 km²). Według szacunków United States Census Bureau w roku 2010 miało 400 721 mieszkańców.
Hrabstwo powstało w 1769 roku.

## Miejscowości
- Amherst
- Antrim
- Bedford
- Bennington
- Brookline
- Deering
- Francestown
- Goffstown
- Greenfield
- Greenville
- Hancock
- Hillsborough
- Hollis
- Hudson
- Litchfield
- Lyndeborough
- Mason
- Merrimack
- Manchester
- Milford
- Mont Vernon
- Nashua
- New Boston
- New Ipswich
- Pelham
- Peterborough
- Sharon
- Temple
- Weare
- Wilton
- Windsor

## CDP
- Amherst
- Antrim
- Bennington
- East Merrimack
- Goffstown
- Greenville
- Hancock
- Hillsborough
- Hudson
- Milford
- Peterborough
- Pinardville
- Wilton[4]

| Populacja hrabstwa w poprzednich latach | Populacja hrabstwa w poprzednich latach |
| Rok                                     | Liczba ludności                         |
| --------------------------------------- | --------------------------------------- |
| 1980                                    | 276 341                                 |
| 1990                                    | 336 073                                 |
| 2000                                    | 380 841                                 |
| 2005                                    | 401 291                                 |